# بوتشيرديا غرينواسا
 بوتشيرديا غرينواسا هي قرية تقع في إقليم ألبا في رومانيا.

## السكان
حسب إحصائيات 2002 بلغ عدد سكان القرية 2,234 نسمة.